# Cantone di Florange
Il Cantone di Florange era una divisione amministrativa dell'arrondissement di Thionville-Ovest.
È stato soppresso a seguito della riforma complessiva dei cantoni del 2014, che è entrata in vigore con le elezioni dipartimentali del 2015.
Comprendeva i comuni di:
- Florange
- Uckange